# Batteria Dietl
La batteria Dietl è stata un'installazione militare sita sull'isola di Engeløya, vicino a Steigen (contea di Nordland), Norvegia, realizzata durante il corso della seconda guerra mondiale dalla Kriegsmarine, la marina militare tedesca, e destinata alla difesa dell'accesso ovest del fiordo di Narvik.

## Storia

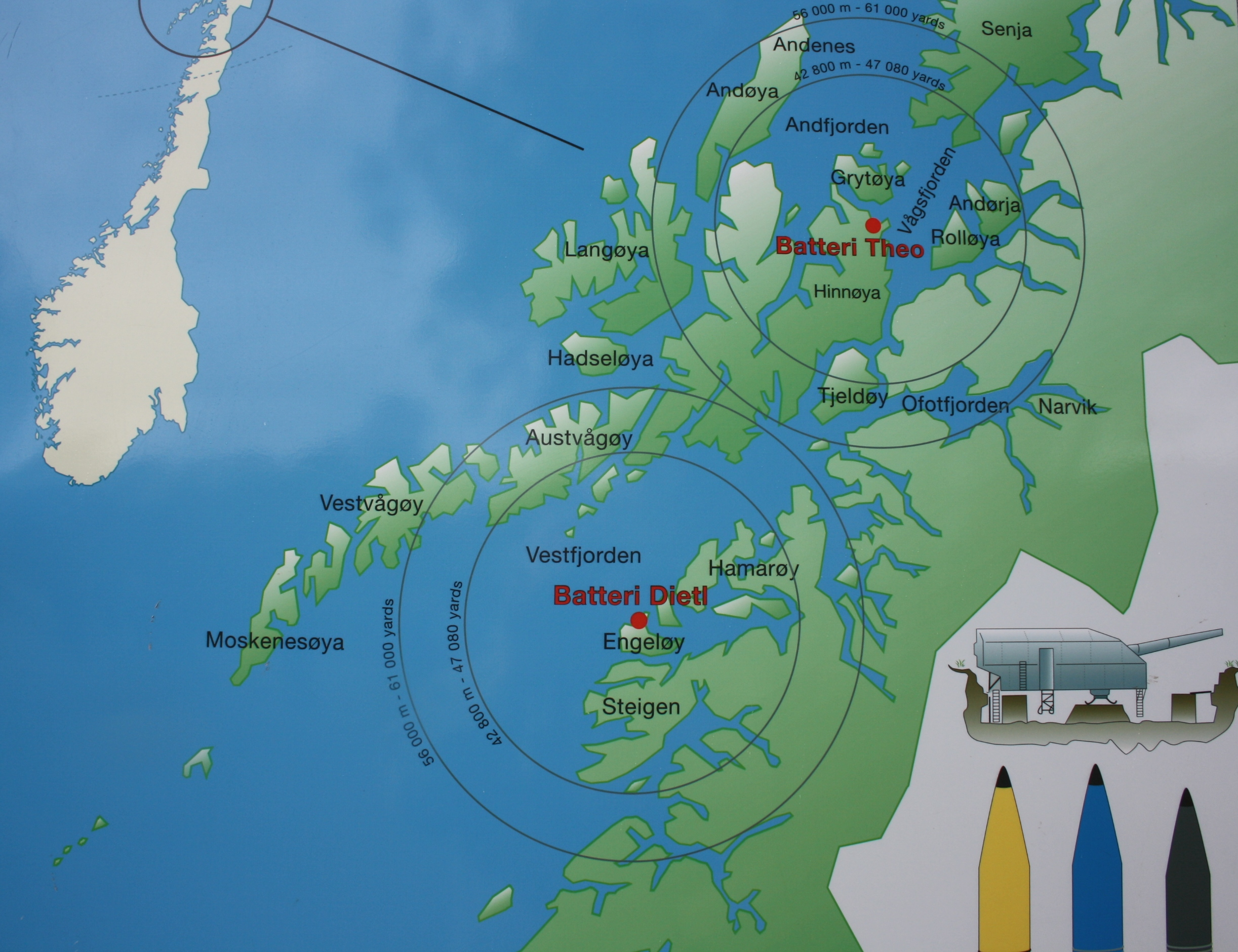
Raggio di tiro della batterie costiere "Dietl" e "Theo".

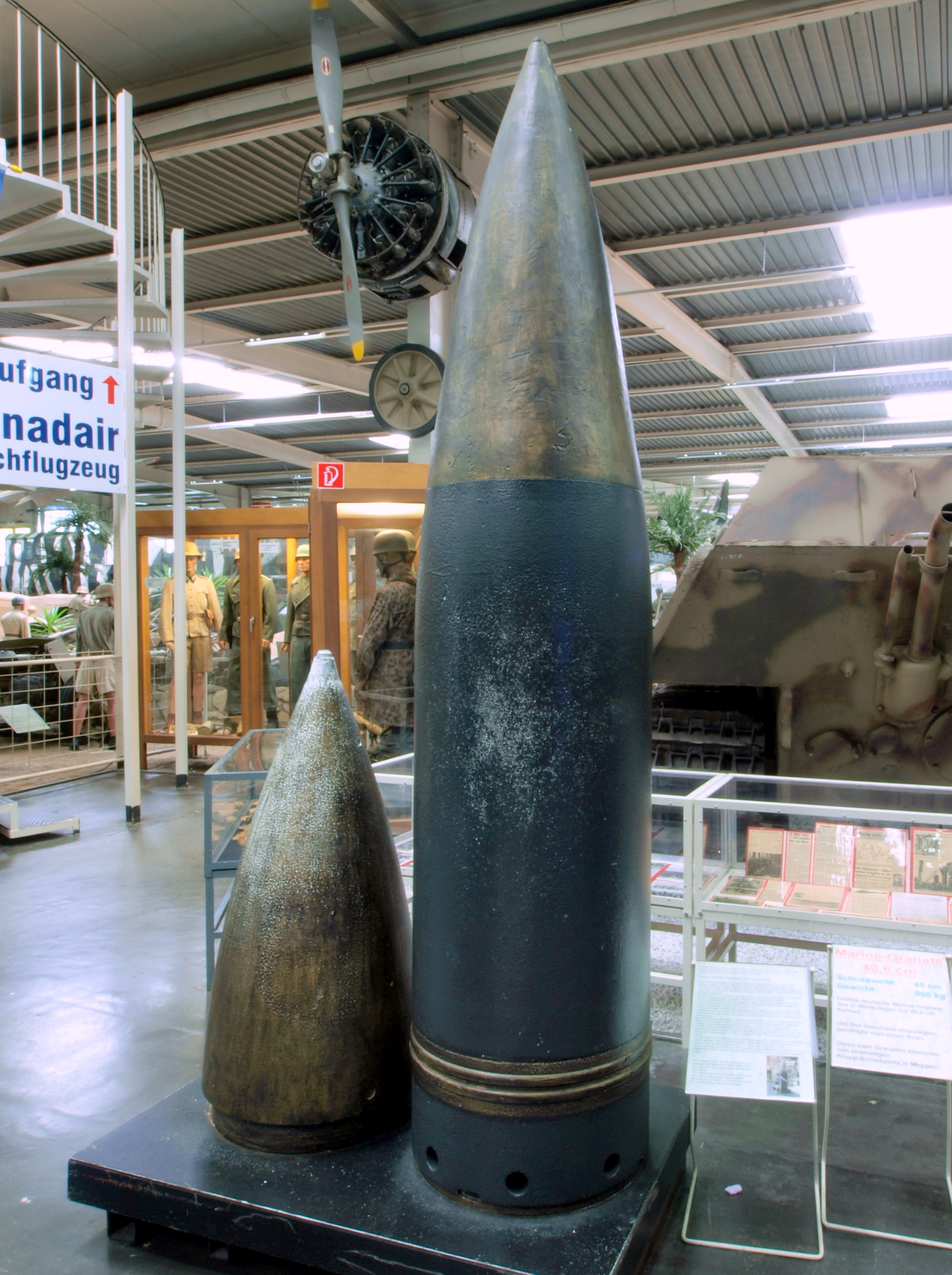
Una ogiva e una granata da 406 mm conservata presso l'Auto & Technic Museum di Sinsheim, in Germania.

Dopo la conquista della Norvegia e della Danimarca, al fine di proteggere il vitale approvvigionamento di materiale ferroso dalla Svezia, che raggiungeva via ferrovia il porto di Narvik, e da lì via nave, la Germania, le autorità militari tedesche decisero di installare batterie costiere di grosso calibro per impedire qualsiasi attacco dal mare a Narvik provenienti dal Vestfjorden.
Una apposita commissione ispettiva prescelse per la realizzazione di una delle opere la costa nord-ovest dell'isola di Engeløya, che dominava l'accesso al fiordo di Narvik da ovest, mentre per la seconda la penisola di Trondenes, che copriva l'accesso da nord al porto.
Per l'armamento di queste due batterie, una su tre e una su quattro pezzi, fu prescelto il cannone da 406 mm 40,6 cm SK C/34. Questa arma, inizialmente destinata ad armare le navi da battaglia classe H, sparava un proiettile da 600 kg a 56 km di distanza, e uno da 1 030 kg a 43 km. La canna di 20 m di lunghezza di questo cannone avena una durata media di vita pari a 250 o 300 colpi. Il rateo di tiro era pari a 1 colpo al minuto con elevazione fino a +20°, e di 1 colpo ogni 2 minuti con elevazione oltre i 20°. Ogni pezzo era asservito da 68 uomini (20 nella torre e 48 nella riservetta munizioni) per ognuno dei tre turni di guardia. La base del cannone, costruita in acciaio e cemento armato, aveva un diametro di 29 m, e copriva una superficie di 615 m². Ogni cannone da 406/50 era installato in una torre singola Schiessgerüst C/39 pesantemente corazzata, posta su di una casamatta in cemento armato S 384. La batteria disponeva di un bunker comando S 100 dotato di telemetro stereoscopico Zeiss, e le tre torri da 406 mm erano asservite ad un radar di scoperta navale FuMO 214 Würzburg See Riese.
La costruzione della batteria sull'isola di Engeløya iniziò nel corso del 1942 a cura dell'Organizzazione Todt, con l'impiego di 2.000 prigionieri di guerra russi, e 3.000 lavoratori forzati giunti dai paesi dell'Europa occupata. Dei prigionieri russi, 514 morirono durante il corso dei lavori. Tra i 5000 e i 7000 soldati, ingegneri e operai specializzati tedeschi si installarono nel villaggio di Bø, i cui abitanti furono evacuati con la forza nel 1943. I tre pezzi da 406 mm divennero operativi nel mese di agosto 1943, anche se i lavori continuarono per tutto il resto del conflitto.
In seguito la batteria fu denominata Dietl (MKB 4/516 Dietl) per onorare la memoria del generale Eduard Dietl, eroe dell'operazione Weserübung, perito in un incidente aereo in Austria nell'estate del 1944.
La batteria "Dietl", a parte alcuni tiri di prova, non entrò mai in combattimento nel corso del conflitto, e nel primo dopoguerra non fu mai armata, e successivamente fu venduta per demolizione dalle autorità norvegesi nel 1968. Oggi ciò che resta della batteria "Dietl" appartiene al Nordlandsmuseet ed è visitabile nella stagione estiva.

### Fonti
1. ↑  Zaloga 2007, p. 14.
2. 1 2 3 4 5 6 7 8  Battlefields ww2.
3. 1 2 3 4 5  Deutsches Atlantik Wall.
4. ↑  Zalonga 2009, p. 42.
5. ↑  Zalonga 2009, p. 45.